# Уилям Стафорд
Уилям Стафорд {на английски: William Stafford) (1 март 1554 – 16 ноември 1612) е английски икономист, виден представител на школата на меркантилистите в Англия.
Трудът, в който излага вижданията си, е съчинението „Критическо изложение на някои жалби на нашите съотечественици“ от 1581 г. Произведението е написано във вид на диалози. В съчинението разделя обществото на няколко съсловия – рицари, търговци, занаятчии, земеделци и богослови, които полемизират помежду си. Чрез думите на блогослова авторът изразява отрицателното си отношение към износа на пари от страната; вноса на стоки, който е вреден, защото води до изтичане на пари; вноса на стоки, които могат да се произвеждат в собствената страна; фалшификацията на парите, която води до поскъпване на живота и изтичане на благородни метали; растежа на цените; нарастване на потреблението на луксозни стоки и пр.
Пледира за много строго регламентиране на търговията. Защитник е на насърчаването на националните манифактури.